# Capu Tafunatu

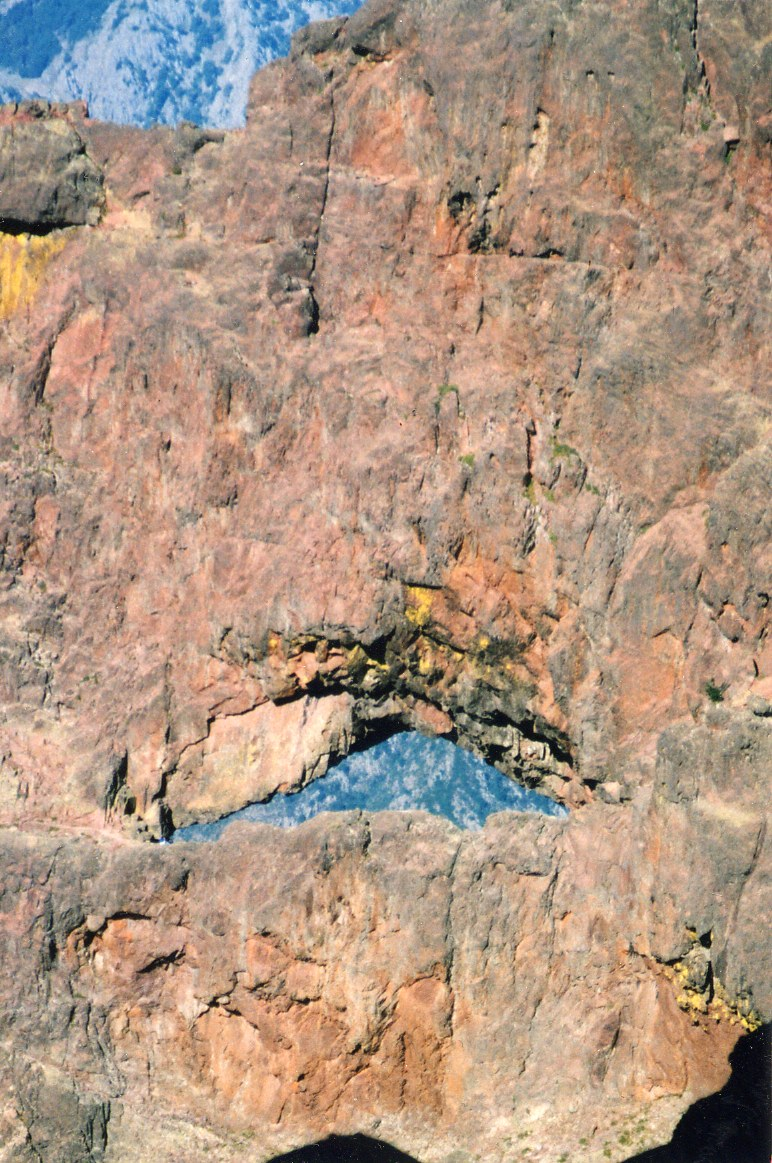
Capu Tafunatu – der durchlöcherte Berg

Der Capu Tafunatu ist ein 2343 m hoher Berg auf Korsika, acht Kilometer südwestlich des höchsten Berges Korsikas, des Monte Cinto. Als Besonderheit weist er ein etwa 30 Meter durchmessendes Loch unterhalb seines Scheitelpunktes auf.
Der Legende nach schmiedete der Teufel eine Sense, wobei er den Bergrücken der nahen Paglia Orba als Amboss nutzte. Da aber die Klinge beim Schmieden zerbrach, schmetterte er den Hammer gegen den Berg, wobei das Loch entstand. Der Hammer schlug schließlich an der Küste auf, wobei er die Bucht von Calvi schuf.
Bei bestimmten meteorologischen Konstellationen kommt es vor, dass Wolken direkt durch das Loch im Berg ziehen: „Der Berg raucht.“
Das Loch des Capo Tafunatu ist durch Kletterei im Schwierigkeitsgrad II erreichbar.
Am Südhang des Capu Tafunatu entspringt auf 1991 m über dem Meeresspiegel der Golo.